# Les Souhesmes-Rampont
Les Souhesmes-Rampont település Franciaországban, Meuse megyében. Lakosainak száma 321 fő (2022. január 1.). Les Souhesmes-Rampont Brocourt-en-Argonne, Clermont-en-Argonne, Ippécourt, Julvécourt, Landrecourt-Lempire, Lemmes, Nixéville-Blercourt, Vadelaincourt és Ville-sur-Cousances községekkel határos.

## Népesség
A település népességének változása:
| Lakosok száma | 127  | 256  | 295  | 315  | 342  | 344  | 343  | 327  | 319  | 321  |
|               | 1968 | 1982 | 1990 | 2006 | 2013 | 2015 | 2017 | 2019 | 2020 | 2022 |